# Ormidhia
Ormidhia (in greco Ορμήδεια?) è una comunità (in greco κοινότητα?, koinótita) nel distretto di Larnaca nel sud-est di Cipro.
Questo è una delle quattro exclavi cipriote all'interno della base di Dhekelia, sotto la sovranità britannica, gli altri tre sono il villaggio di Xylotymvou e le due enclavi delle centrali elettriche di Dhekelia.
Ha una popolazione di 4 189 abitanti secondo il censimento del 2011. Confina con Xylotymbou, Achna, Xylofagou, Augorou e Dhekelia, dove sono le basi britanniche.